# Brodiaea elegans
Brodiaea elegans là một loài thực vật có hoa trong họ Măng tây. Loài này được Hoover mô tả khoa học đầu tiên năm 1939.

## Hình ảnh

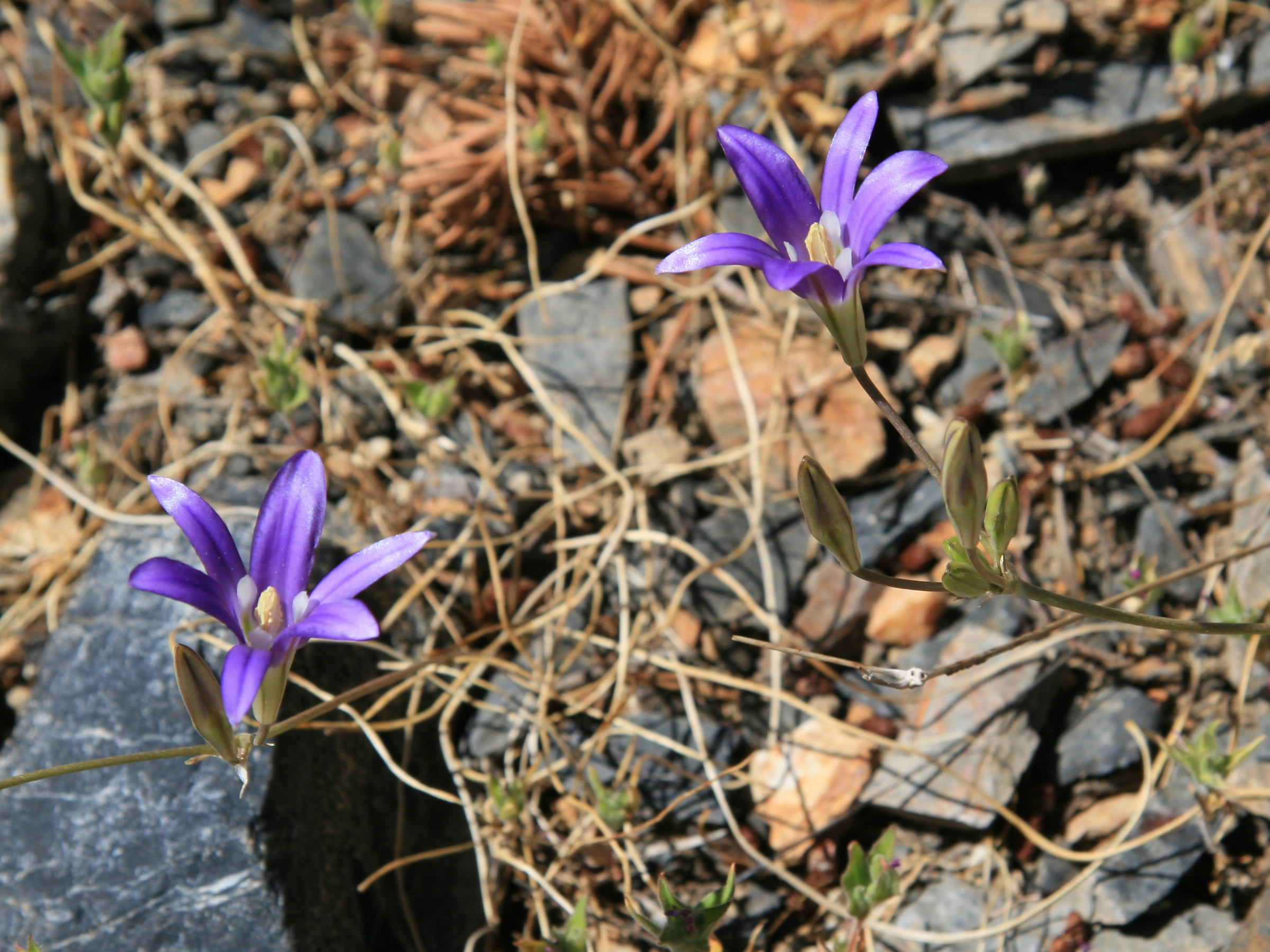
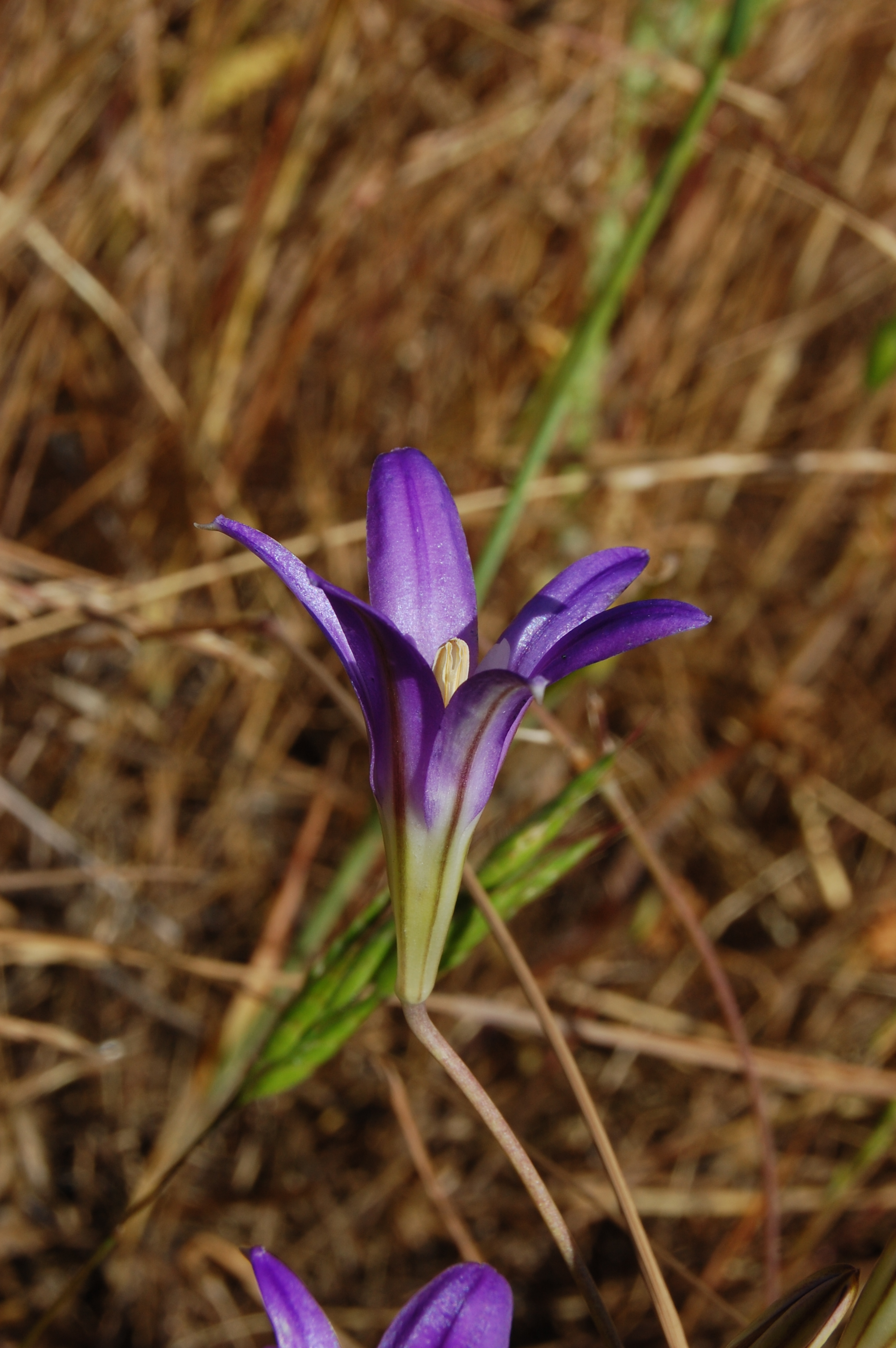
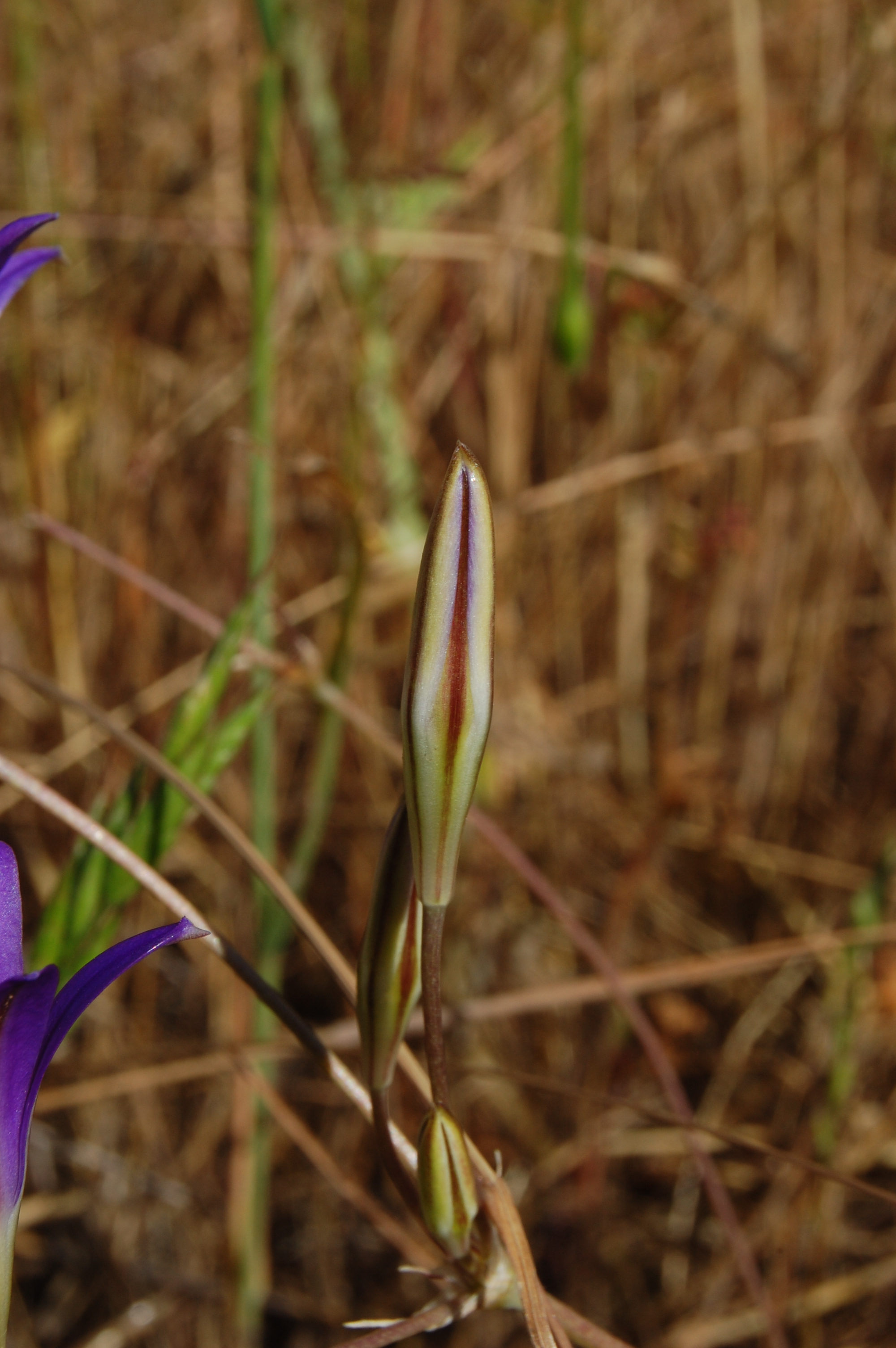
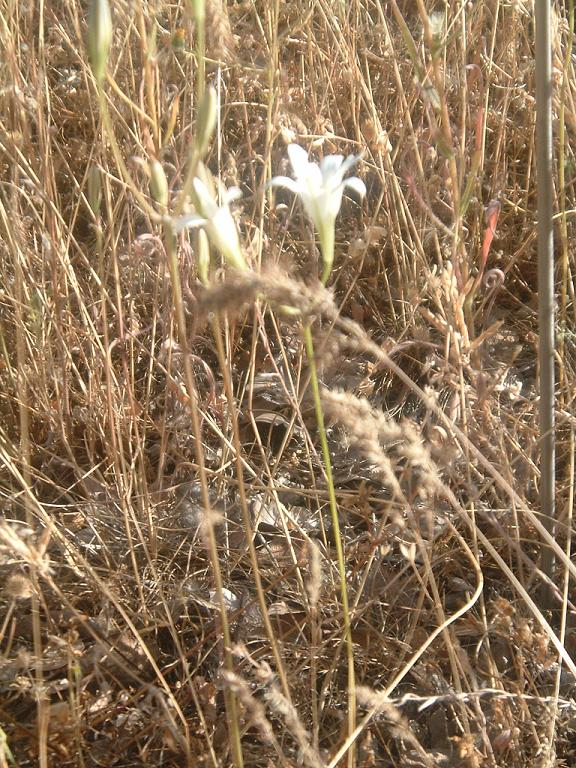